# Саид Египатски
Мухамед Саид-паша (17. март 1822 − 17. јануар 1863) је био валија Египта и Судана од 1854. године до своје смрти.

## Биографија
Саид паша је припадао династији Мухамед Али. Био је четврти син оснивача династије, Мухамеда Алија, који је владао Египтом након повлачења Француза 1802. године. Саид је волео Француску и образован је у Паризу. Наследио је свога нећака Абаса, након што је овај убијен 1854. године. Абасова и Саидова владавина немају великог значаја за историју Египта у 19. веку. Током Саидове владавине донето је неколико закона, земљишних и пореских реформи. Међутим, оно по чему је Саидова владавина значајна јесте почетак изградње Суецког канала. Прве концесије потписане су 1854. године од стране француског бизнисмена Фердинанда Лесепса. Као подршка Наполеону III, један египатски батаљон учествовао је у борбама против Мексиканаца 1863. године. Године 1854. основана је Египатска банка. Медитеранска лука Порт Саид названа је по Саид паши. Саида је наследио Исмаил паша.